# Amphiesma monticola
Amphiesma monticola este o specie de șerpi din genul Amphiesma, familia Colubridae, descrisă de Jerdon 1853. Conform Catalogue of Life specia Amphiesma monticola nu are subspecii cunoscute.

## Galerie

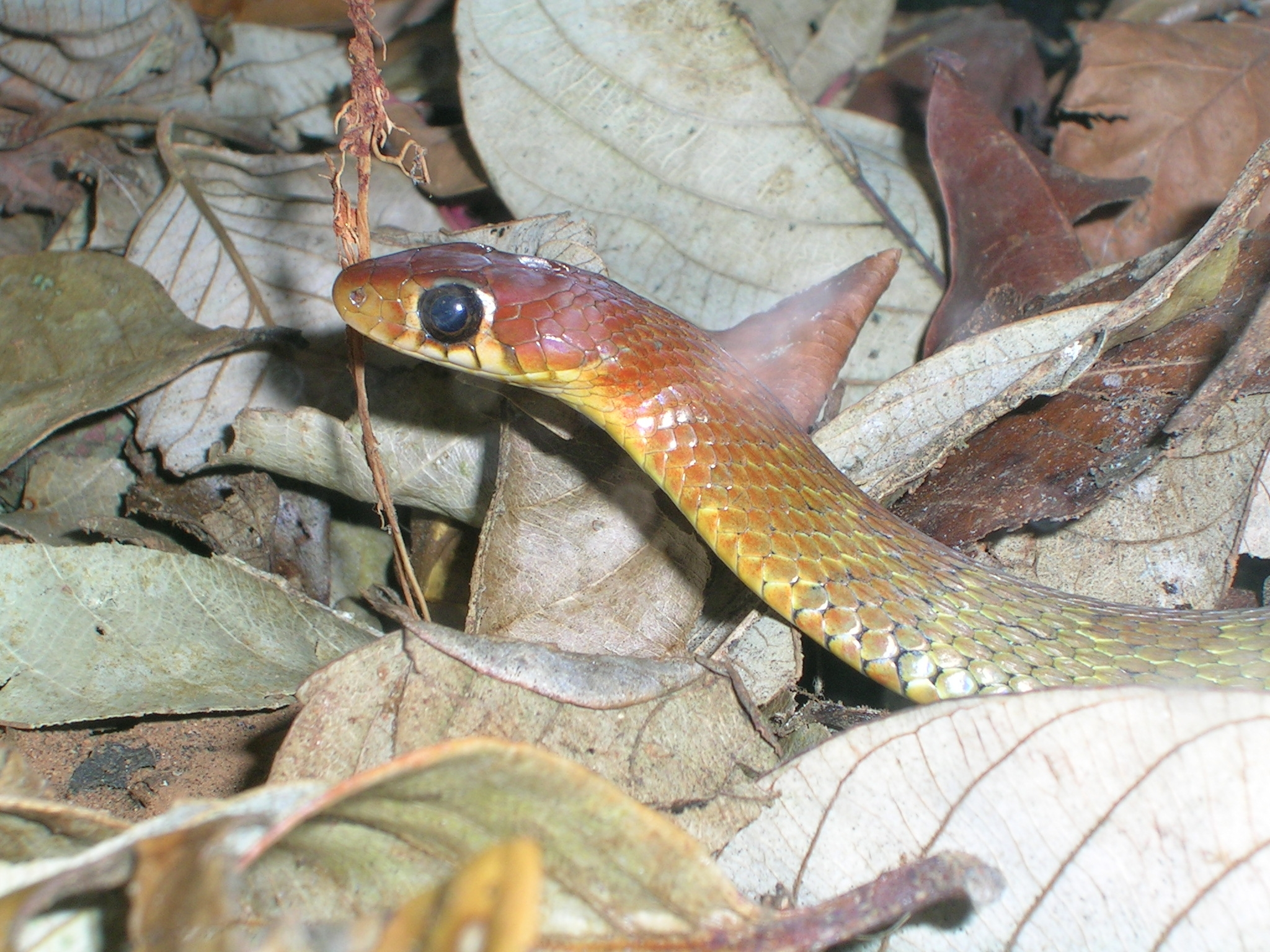